# Мышко, Евдоким Михайлович
Евдоким Михайлович Мышко (1 июля 1907 — 10 июля 1990) — передовик советской угольной промышленности, мастер экскаватора ЭШ-10/75 разреза № 1 треста «Вахрушевуголь» комбината «Свердловскуголь» Министерства угольной промышленности СССР, Свердловская область, Герой Социалистического Труда (1957).

## Биография
Родился в 1907 году на территории современной Самарской области, в русской семье. В 1925 году начал свою трудовую деятельность разнорабочим местного совхоза. В 1930 году поступил на обучение на курсы машинистов паровых машин. С 1933 года, после завершения обучения, стал работать помощником машиниста, а с 1939 года – машинистом парового экскаватора на Богословском угольном месторождении в Свердловской области. В годы Великой Отечественной войны ударно трудился, отгружая сотни тонн каменного угля, необходимого как для оборонной промышленности, так и железнодорожного транспорта. С 1943 году перешёл работать на электрический экскаватор.
С 1941 по 1945 годы на Богословском разрезе треста была произведена добыча угля в 1,5 раза больше, чем за предыдущие 30 лет. За ударный труд в годы войны Евдоким Михайлович был удостоен государственной награды - орденом «Знак Почёта». В послевоенный период продолжал работать на экскаваторе ЭШ-10/75 треста «Вахрушевуголь» и по итогам работы в 5-й пятилетке (1951–1955 гг.) стал победителем в социалистическом соревновании среди горняков комбината «Свердловскуголь».
За выдающиеся успехи, достигнутые в деле развития угольной промышленности в годы пятой пятилетки и в 1956 году, Указом Президиума Верховного Совета СССР от 26 апреля 1957 года Евдокиму Михайловичу Мышко было присвоено звание Героя Социалистического Труда с вручением ордена Ленина и золотой медали «Серп и Молот».
В дальнейшем продолжал работать на экскаваторе. Избирался депутатом Карпинского городского Совета депутатов трудящихся с 1950 года.
Проживал в Карпинске Свердловской области. Умер 10 июля 1990 года.

## Награды
За трудовые и боевые успехи удостоен:
- золотая звезда «Серп и Молот» (26.04.1957),
- орден Ленина (26.04.1957),
- орден Знак Почёта (20.10.1943),
- Медаль «За трудовое отличие» (16.09.1952),
- Почётный гражданин города Карпинска (1981),
- другие медали.